# رداع (تعز)
رداع هي إحدى قرى الجمهورية اليمنية. تتبع جغرافيا لمحافظة تعز وإداريًا لمديرية المواسط. يبلغ تعداد سكانها 1011 نسمة حسب الإحصاء الذي أجري عام 2004.